# Haám Artúr
Haám Artúr, Haám Arthur Gyula (Nagycsákány, Vas vármegye, 1881. január 4. – Budapest, 1957. május 16.) magyar földbirtokos, politikus, országgyűlési képviselő.

## Élete
1881. január 4-én született a Vas vármegyei Nagycsákányban, Haám Gyula és Moszt Emma római katolikus szülők gyermekeként. Középiskolai tanulmányait Pápán folytatta, majd elvégezte a keszthelyi gazdasági akadémiát. Oklevelének megszerzése után gróf Károlyi Imre érdi uradalmának szolgálatába lépett mint segédtiszt. Rövid időn belül főintézővé lépett elő, s e minőségében igen eredményes munkát végzett.
1923-ban saját birtokot vásárolt Diósdon – egy adat szerint 100 hektárt –, s a továbbiakban ott alakított ki a maga idején modernnek számító gazdaságot. Bár Diósdon élt, Vácott és Budapesten is volt ingatlana. 1924-től volt tagja Fejér vármegye törvényhatósági bizottságának, elnöke volt az Érdi Kaszinónak és a Polgári Lövészegyletnek, az Érdi Takarékpénztárnál pedig igazgatóvá választották meg.

### Politikai pályafutása
Az 1930-as évek derekán a Nemzeti Egység Pártja (NEP) választókerületi elnökeként tevékenykedett az adonyi székhelyű választókerületben; birtoka akkorra már mintegy 200 holdra rúgott. Radikális nézeteivel az elégedetlen elemek nagy részét maga mögé tudta állítani, és erre alapozva képviselőnek jelöltette magát az 1935 évi általános választásokon. Támogatottsága Diósdon és Érden magas volt, de a kerület más településein nem, így a választás viszonylag szorosan alakult, Haám a 9939 érvényes szavazatnak alig több mint a felét (5022) szerezte meg. [Az ellenjelöltek közül Wimpffen Ferenc 4391, Halier József 526 szavazatot szerzett.] Utóbb kiderült, hogy a választás során több visszaélés is történt, az eljáró bizottság vizsgálata szerint főleg Ercsiben alkalmazott a kormánypárt erőszakos módszereket Wimpffennel szemben, a cukorgyári munkásoknak pedig megüzenték: Haámra szavazzanak, ha munkát akarnak kapni. A bizottság megállapította, hogy Haám Artúrt nem is lett volna szabad indítani, mert megválasztását csak erőszakos úton lehetett biztosítani.
A következő időszakban Érden kialakult körülötte egy csoport, amely elég gyorsan pártszerű alakzattá szerveződött. Haám akkor még a kormánypártban foglalt helyet – bár már abban az időben is jobbszárnyon –, de onnan radikális elvbarátaival rövidesen átsodródott a nyilasokhoz. 1936 elejére a választókerület több településén olyan mérvű volt a nemzetiszocialisták térnyerése, hogy kormánypárti rendezvényeket olykor már kockázatos volt megtartani. A nyilasok még komolyabb terjeszkedését az érdi főszolgabíró akadályozta meg, aki a párt által a térség településeire szervezett népgyűlések látogatását csak a párt igazolt tagjainak engedélyezte. Ez is közrejátszhatott abban, hogy 1939-ben, amikor Haám – immár mint a képviselőház három fős nyilaspárti „frakciójának” egyik tagja – újra elindult a képviselői posztért, nyilas színekben, csak Érden tudott nyerni, a választókerületi összesítésben alulmaradt kormánypárti riválisával szemben.
1947-ben a Budapesti Népügyészség a nyilas múltja miatt, mint vádlottat, büntetőeljárás alá helyezte. Vélhetően 1949-ig volt börtönben, de lehetséges, hogy tovább is.

## Magánélete
Felesége Hagymási Mária (névváltozatok: Hajmásy, Hagymássy) volt, akivel 1916. május 14-én kötött házasságot Zalaegerszegen. házasságukból egy gyermek biztosan született, őt Haám Gyulának hívták és Ludovikát végzett honvéd százados volt.